# Бурген (Хунсрик)
Бурген (њем. Burgen) општина је у њемачкој савезној држави Рајна-Палатинат. Једно је од 107 општинских средишта округа Бернкастел-Витлих. Према процјени из 2010. у општини је живјело 558 становника. Посједује регионалну шифру (AGS) 7231016.

## Географски и демографски подаци
Бурген се налази у савезној држави Рајна-Палатинат у округу Бернкастел-Витлих. Општина се налази на надморској висини од 180 метара. Површина општине износи 7,8 km². У самом мјесту је, према процјени из 2010. године, живјело 558 становника. Просјечна густина становништва износи 72 становника/km².